# 8857 Cercidiphyllum
8857 Cercidiphyllum este un asteroid din centura principală de asteroizi.

## Descriere
8857 Cercidiphyllum este un asteroid din centura principală de asteroizi. A fost descoperit pe 6 august 1991 la Observatorul La Silla de Eric Walter Elst. El prezintă o orbită caracterizată de o semiaxă mare de 2,42 ua, o excentricitate de 0,17 și o înclinație de 2,3° în raport cu ecliptica.